# Valle Hermoso (Tamaulipas)
Valle Hermoso una ciudad fronteriza mexicana ubicada en el estado Tamaulipas, cabecera del municipio homónimo.
Fue fundada por un grupo de repatriados de mexicanos en Estados Unidos y es considerada por la Secretaría de Relaciones Exteriores como la primera comunidad de repatriados. En 1939, junto con Matamoros y San Fernando conformó el centro agrícola más importante de México.

## Historia

### Antecedentes
Valle Hermoso ocupa territorio que anteriormente perteneció a los municipios de Matamoros y Reynosa, y se estructuró básicamente con las colonias 18 de Marzo, Anáhuac y Magueyes. Sus orígenes se remontan a finales del siglo XIX, con el surgimiento de la hacienda El Sauto que a su vez se componía de dos ranchos, La Costa y La Florida. A principios del siglo XX nació la hacienda La Sauteña, un latifundio comprado por una compañía o sociedad en la que figuraba como presidente un español de nombre Íñigo Noriega, en la Sociedad figuraban Fernando y Francisco Pimentel y Fogoaga, presidente y vicepresidente del Banco de Londres y México, José Armendáriz, industrial, ganadero, terrateniente y minero y el presidente Porfirio Díaz. La Sauteña abarcó terrenos de los municipios de Reynosa, Matamoros, San Fernando y Méndez, la Casa Grande de esta hacienda es el edificio que actualmente ocupan las oficinas de la Secretaría de Recursos Hidráulicos en la Ciudad de Río Bravo. En mayo de 1911 tras el estallido de la Revolución Mexicana el general Lucio Blanco tomó la ciudad de Reynosa y se dirigió a Matamoros lo cual originó que todos los empleados de La Sauteña huyeran y dejaran abandonado el latifundio. Para 1939 las obras diseñadas por el Ing. Eduardo Chávez crearon el Distrito de Riego del Bajo Río Bravo que permitieron el uso de aguas internacionales para cultivo y consumo humano, esto propició un reparto de tierras y atrajo la repatriación de miles de mexicanos en Estados Unidos, fue así como se instaló el campamento Valle Hermoso como colonia 18 de marzo en 1939.

### Fundación
El 23 de abril de 1939 el presidente Lázaro Cárdenas visitó la región y se entrevistó con el Ing. Chávez, desde el tren el Olivo envió un telegrama al Secretario de Gobierno, Eduardo Hay, con la instrucción de repatriar mexicanos que trabajan y se encontraran en condiciones difíciles en Estados Unidos, en el mismo le avisaba que se contaba con los terrenos para el acomodo inmediato para 450 familias. El 24 de abril de 1939 el presidente Cárdenas firma el acuerdo de desarrollo de la zona del Bajo Río Bravo para el reparto de tierras a familias repatriadas, así como desarrollar una política agrícola y de sanidad vegetal y animal, una política de construcción de escuelas, fijar un programa de construcción de carreteras y acondicionamiento de vías férreas, entre otros. Para la repatriación se instruyó al subsecretario de Relaciones Exteriores, Ramón Beteta Quintana para que hiciera la convocatoria a mexicanos habitantes de Texas que quisieran regresar. A través del Consulado General de México en San Antonio se convocaron a diferentes reuniones, el gobierno cardenista prometió otorgar a las familias transporte para realizar el viaje de regreso a México con la promesa de entregarles 12.5 hectáreas: 10 hectáreas para cultivo y 2.5 hectáreas para caminos, vivienda y cortina de árboles, cada jefe de familia recibió un sueldo de 65 pesos por hectárea para desmontar y 200 pesos equivalentes en material para construir una casa de madera. Cerca de 300 repatriados provenientes de Kenedy, Beaumont, Richmonville y San Antonio partieron en caravana a Bronwsville, Texas el 12 de mayo de 1939 acompañados de un médico y dos enfermeras, viajaron en autobuses, remolques, autos particulares y camiones que transportaban sus muebles, los repatriados cruzaron la línea divisoria el 24 de mayo del mismo año. Fue así como se instaló el campamento Valle Hermoso que se convertiría en Colonia 18 de Marzo, considerada por la SRE como la primera comunidad de repatriados mexicanos en el país.
El primero de septiembre de 1939 las obras del Ingeniero Eduardo Chávez estaban listas y se abrieron las compuertas del Retamal para que las aguas del río Bravo fluyeran por gravedad y llenaran los vasos El Culebrón y Villa Cárdenas. A partir de 1940 se regaron 5,780 hectáreas, en 1943 un total de 17,649 y para 1944 el sistema de riego alcanzó capacidad para regar hasta 42 mil hectáreas. Así surgió la época conocida popularmente como “El oro blanco” derivado de la cosecha de algodón que le dio prosperidad a la región.

### Emancipación
El auge agropecuario impulsó la actividad económica y comercial, para 1950 la población alcanzó los 30 mil habitantes, pero la dependencia al municipio de Matamoros motivó que se formara la Junta Pro-Municipio Libre de Valle Hermoso liderada por el Ing. Santiago Guajardo, Flavio Navar, Rafael Gómez y el Doctor Filiberto Bernal, quienes iniciaron las gestiones para convertir el poblado en nuevo municipio.
Después de meses de gestiones y desencuentros el gobernador Horacio Terán firmó el decreto número 462 del H. Congreso del Estado, publicado en el periódico oficial número 18 del 4 de marzo de 1953, se erige como municipio y se concede al poblado de Valle Hermoso (antes 18 de marzo) la categoría de ciudad como cabecera municipal. En esa misma fecha también se expide el decreto número 200 en el cual quedan señalados los límites del municipio.
El 18 de marzo de 1953 el Lic. Manuel Lerma Betancourt, Secretario General de Gobierno tomó protesta de rigor a los integrantes de la Junta de Administración Civil, encabezada por Jesús Castillo, el Prof. Felipe González y tres regidores.
Contrario a las opiniones populares, Valle Hermoso nació con el estatus de ciudad desde su fundación al ser elevado el rango del poblado de Valle Hermoso (antes 18 de marzo) y fundarse el municipio del mismo nombre.

### Municipio fronterizo
Para el año de 1980 el Gobierno Federal aplicó una serie de incentivos fiscales para los municipios fronterizos de México con la finalidad de hacer más competitiva la economía de la región que se veía mermada por los precios de los productos en Estados Unidos. Sin embargo, Valle Hermoso no tenía límite territorial al norte con Texas, la cabecera municipal estaba a 36 kilómetros de la frontera internacional y por tal razón fue excluido de los incentivos fiscales. Se realizaron diferentes gestiones por miembros del Ayuntamiento local, la Cámara de Comercio, el Gobierno Estatal y la vecina ciudad de Río Bravo, así se logró un acuerdo sin precedentes en la región y fue la permuta de territorio entre el municipio de Valle Hermoso que otorgaría 1,287 hectáreas a cambio de 756 que entregaría Río Bravo pero que le daría a Valle Hermoso una franja de territorio de poco menos de 550 metros que colindaría con Estados Unidos y así convertirse en municipio fronterizo, ambos Ayuntamientos firmaron el acuerdo el 29 de agosto de 1980.
En años posteriores continuaron controversias jurídicas sobre el reconocimiento de Valle Hermoso como municipio fronterizo a nivel Federal, oficialmente desde el 1 de enero de 2019 la secretaría de economía incluyó a Valle Hermoso como parte de los 43 municipios que formarían parte del programa Federal Zona Libre de la Frontera Norte que beneficiaría con incentivos fiscales al IVA, el ISR y precios de gasolinas. Desde 2010 Valle Hermoso también se adhirió al cambio de horario fronterizo que ocurre a la par que en Estados Unidos.

## Educación
El municipio cuenta con infraestructura educativa en los niveles preescolar, primaria, secundaria, medio superior y superior.
Existe una gran cantidad de escuelas preescolares y primarias tanto en el medio rural como urbano. En el nivel de secundaria existen planteles en la ciudad de Valle Hermoso, el poblado Anáhuac, el poblado El Realito y el ejido Altamirano; el nivel medio superior lo conforman una preparatoria popular, dos escuelas normales y un Centro de Estudios Tecnológico Industrial y de Servicios (CETIS) que ofrece las especialidades de secretaria bilingüe, fertilidad y máquinas de combustión interna. En lo referente a la preparatoria popular, depende de la Universidad Autónoma de Tamaulipas y en ella se preparan bachilleres en el área físico-matemático y en las ciencias y humanidades. Para combatir el analfabetismo se ha construido el programa del Instituto Nacional para la Educación de los Adultos (INEA).
Culturalmente, el municipio tiene dos bibliotecas en la cabecera municipal, así como en los Poblados Realito, Anáhuac y Ejido Altamirano, todas pertenecientes a la Red Nacional de Bibliotecas Públicas, también cuenta con el Centro Cultural Valle Hermoso el cual funciona desde el año 2011 por acuerdo de cabildo, además de instituciones privadas como el Centro de Danza Clásica y el Centro de las Artes. En tanto a recreación hay cines, plazas y jardines. La infraestructura deportiva la componen parques de béisbol, canchas de fútbol llanero, gimnasio municipal, campos de fútbol, así como canchas de voleibol y baloncesto.

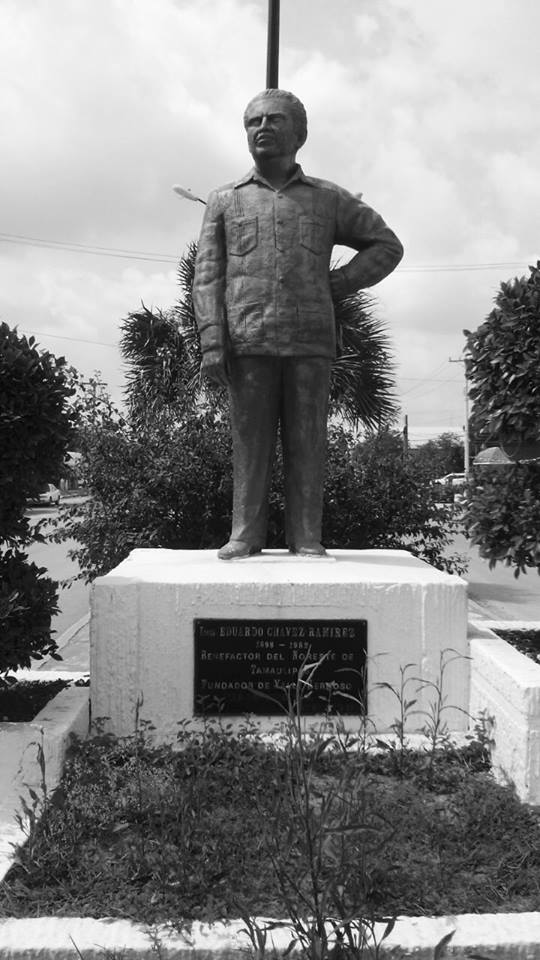
Estatua del Ingeniero Eduardo Chávez, fundador de Valle Hermoso.

La educación Media-Superior se lleva también en Unidad Académica Multidisciplinaria "Valle Hermoso" pertenece a la red de la UAT.
La escuela preparatoria nocturna para trabajadores  "Ing. Eduardo Chávez" fundada en 1981 por el Profr. Homero González Saldaña presta sus servicios hasta el momento a los jóvenes y adultos abriendo oportunidad de estudios a quienes requieren realizar su educación medio superior en turno nocturno.
Dentro de la educación universitaria se encuentra la UNAED (Unidad Académica de Educación a Distancia) que también pertenece a la red UAT.

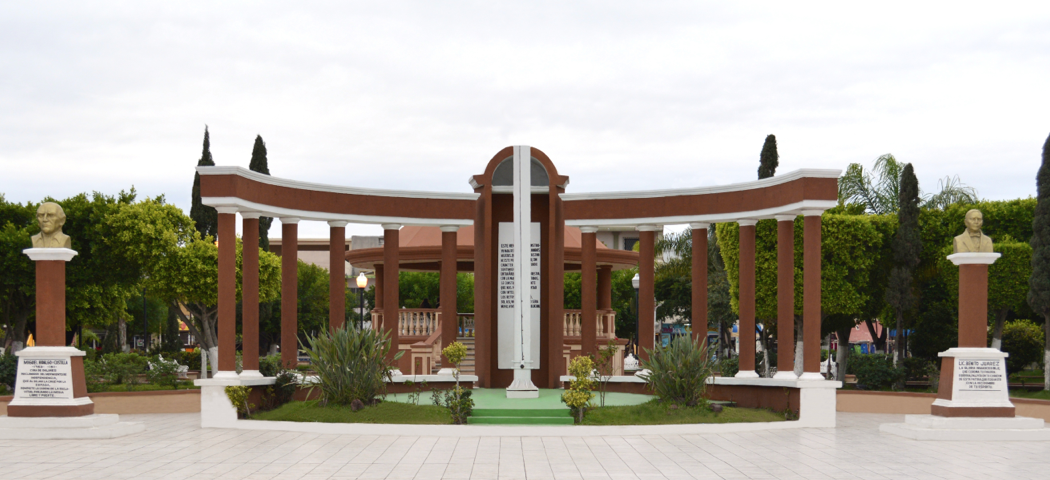
Plaza de Valle Hermoso.

También existen en el municipio varias universidades privadas, entre las que se encuentran la Universidad de Ingenierías y Ciencias del Noreste (ICN), La Universidad del Noreste de México, el Instituto Oriente de Estudios Superiores de Tamaulipas , la Universidad del Atlántico, la Universidad del Norte de Tamaulipas, entre otras.

## Salud
Tiene atención del sector a través de la Secretaría de Salud (SSA), Instituto Mexicano del Seguro Social (IMSS), Instituto de Seguridad y Servicios Sociales de los Trabajadores del Estado (ISSSTE). 
La Secretaría de Salud opera en cuatro unidades médicas una se ubica en la cabecera municipal y los tres restantes en el área rural, el Instituto Mexicano del Seguro Social (IMSS), asiste por medio de una unidad médico familiar con hospitalización en la cabecera municipal; así mismo el Instituto de Seguridad y Servicios Sociales de los Trabajadores del Estado (ISSSTE), cuenta con una unidad de primer nivel.

## Demografía
De acuerdo con el censo de 2020, Valle Hermoso tenía un total de 48 172 habitantes, de los que 24 667 eran mujeres y 23 505, hombres.
El número total de viviendas en la ciudad, de acuerdo con dicho censo, era de 17 815.

## Transporte
La ciudad cuenta con dos líneas de autobuses, que efectúan transportes desde el norte del estado hasta distintos municipios del estado y del país. También existe una pista de aterrizaje a la altura del km 87 de la carretera 120.
Desde el centro del municipio existen rutas de transporte público conocido como "peseras" ( en los años 1960"s , en ciudades grandes del país , existía transporte colectivo que cobraba un 1 peso a cada persona ) que se trata de camionetas tipo Van adaptadas para el transporte de personas, de un punto a otro de la ciudad.
En la actualidad, también hay rutas de transporte de personal para las diversas maquiladoras de las vecinas Ciudades de Matamoros, Río Bravo y Reynosa.

## Actividades económicas

### Agricultura
Se destaca la siembra de maíz, soya, sorgo, frijol, okra, algodón, así como hortalizas tales como jitomate.

### Ganadería
La actividad ganadera está concentrada en bovina de carne y leche, porcina, caprina y aves

### Industria
Varias fábricas y maquiladoras de ropa y partes automotrices se ubican en la ciudad de Valle Hermoso. Así como productos alimenticios, bebidas, cuero y productos metálicos de maquinaria y equipo.